# My Father's Eyes
My Father's Eyes is een nummer van de Britse muzikant Eric Clapton uit 1998. Het is de eerste single van zijn dertiende studioalbum Pilgrim.
Het nummer werd een bescheiden hitje in Europa. Het haalde de 33e positie in het Verenigd Koninkrijk. In het Nederlandse taalgebied had het nummer niet zoveel succes; het haalde in Nederland de 20e positie in de Tipparade en in Vlaanderen werd helemaal geen hitlijst behaald.